# 王子镇

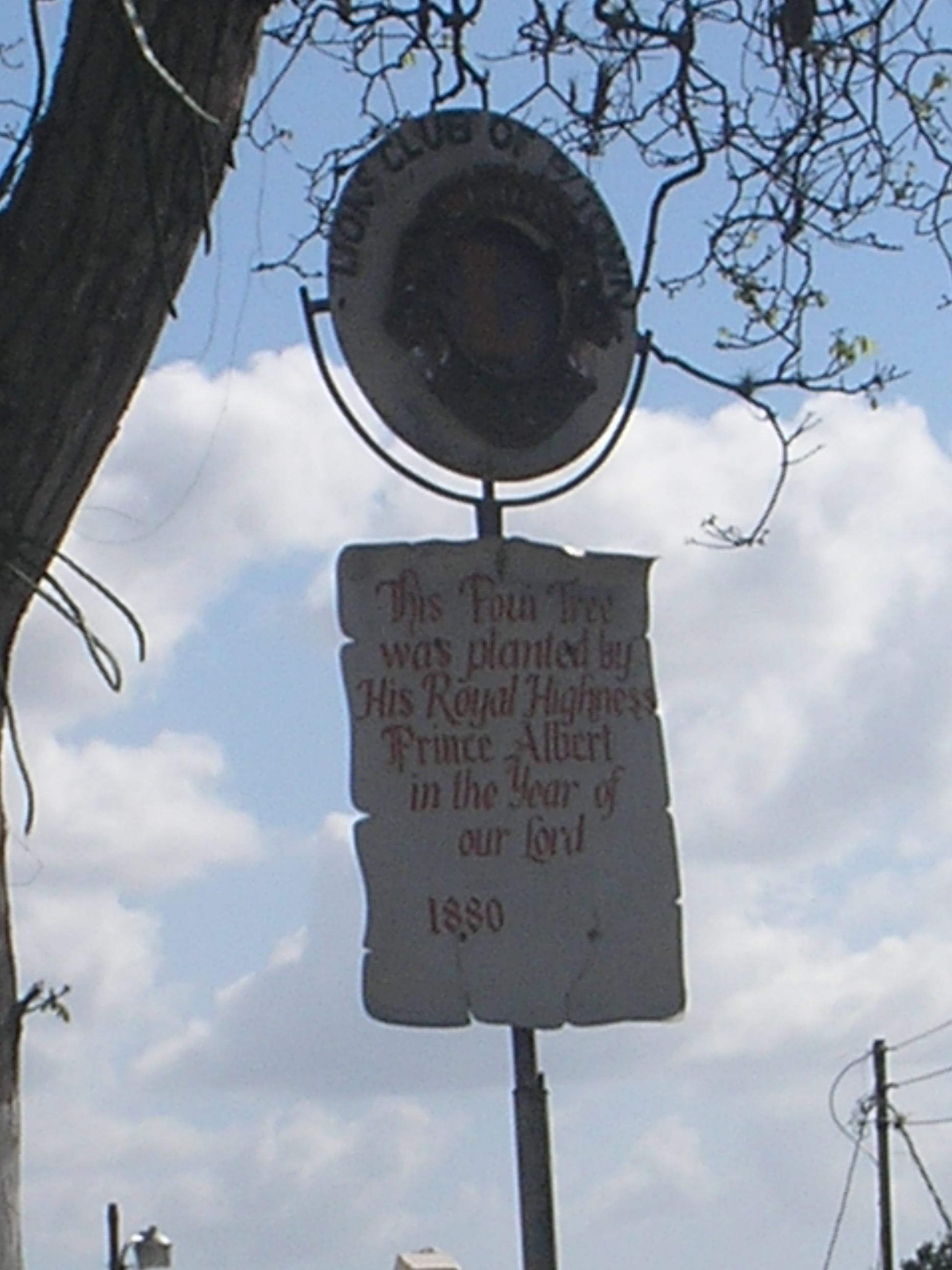

王子镇（英語：Princes Town）是加勒比海岛国特立尼达和多巴哥特立尼达岛南部的一座城镇，行政上由王子镇地区管辖，位于圣费尔南多以东、里奥克拉罗以西、莫鲁加以北，始建于1687年，总面积38.1平方公里，2011年人口28,335人，人口密度为每平方公里743人。